# El col·leccionista d'ossos
El col·leccionista d'ossos (títol original en anglès: The Bone Collector) és una pel·lícula de 1999 dirigida per Phillip Noyce, basada en la novel·la de Jeffery Deaver. Ha estat doblada al català.

## Argument
Fa temps el forense Lincoln Rhyme era el millor expert a detectar petjades en els llocs on es cometien assassinats a Nova York. Es va convertir així en una llegenda. No obstant això, a causa d'un accident de treball l'ara és un tetraplègic i ha d'estar per això sempre en el llit a la seva casa acompanyat per una infermera, que s'ocupa de les seves necessitats. Un dia els seus col·legues el convencen per tractar un cas d'assassinat i recluta per a això a la policia novençana Amelia Donaghy, a qui veu com algú capaç de fer el mateix treball que ell una vegada va fer amb la mateixa professionalitat.
Junts col·laboren per detenir a l'assassí, que resulta ser un assassí en sèrie que col·lecciona els ossos de les seves víctimes. Aquest assassí usa un taxi per enganyar a les seves víctimes i a més deixa trossos de paper al costat dels cadàvers. Aquesta pista condueix a Amelia i Rhyme cap a una vella novel·la, el col·leccionista d'ossos, els assassinats dels quals són copiats pel psicòpata. Amb això Amelia aconsegueix salvar a una de les següents víctimes, una nena, i descobreix que l'assassí va després de Rhyme i que va agafar aquesta forma de matar per inculcar-li la culpa de no haver salvat a temps a les seves víctimes i així afeblir-ho en el seu interior per després poder matar-ho millor.

## Repartiment
- Denzel Washington: Lincoln Rhyme
- Angelina Jolie: Amelia Donaghy
- Michael Rooker: Capità Howard Cheney
- Queen Latifah: Thelma
- Leland Orser: Richard Thompson
- Mike McGlone: Detectiu Kenny Solomon
- Luis Guzmán: Eddie Ortiz
- John Benjamin Hickey: Dr. Barry Lehman
- Bobby Cannavale: Steve, xicot d'Amelia
- Ed O'Neill: Detectiu Paulie Sellitto
- Richard Zeman: Tinent Carl Hanson
- Olivia Birkelund: Lindsay Rubin
- Gary Swanson: Alan Rubin
- James Bulleit: Enginyer
- Frank Fontaine: Avi

## Al voltant de la pel·lícula
- El rodatge va tenir lloc del 21 de setembre a l'11 de desembre de 1998, i les escenes van ser rodades a Nova York i a Mont-real.
- Crítica:
  - "La qualitat de les interpretacions és molt millor del que el material es mereix"[3]
  - "Abandona tota esperança de lògica, qui vulgui que entri"[4]
  - "Entretinguda però amb un babau final"[5]